# Lipa

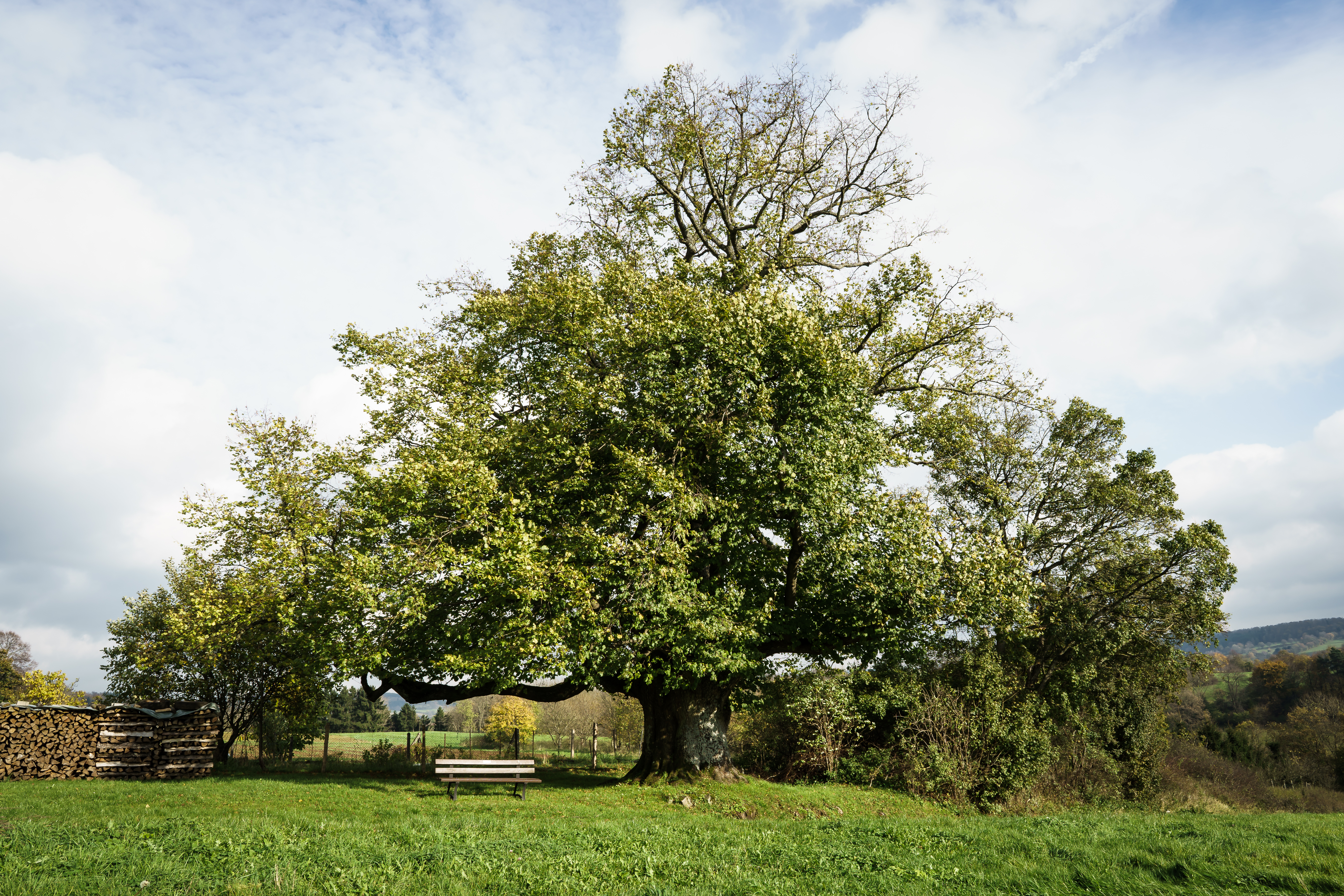
Pokrój starej lipy

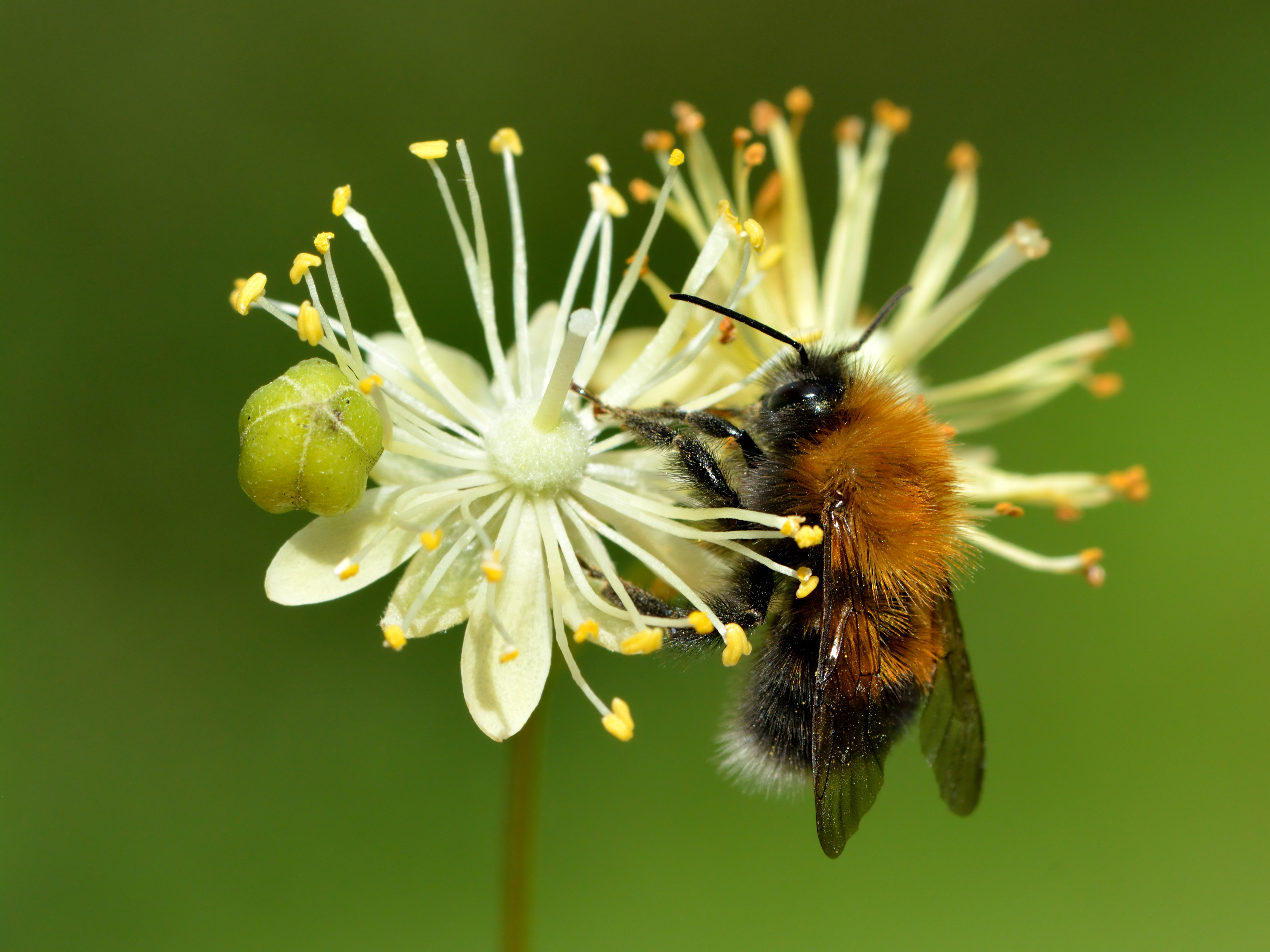
Kwiat lipy drobnolistnej z zapylaczem

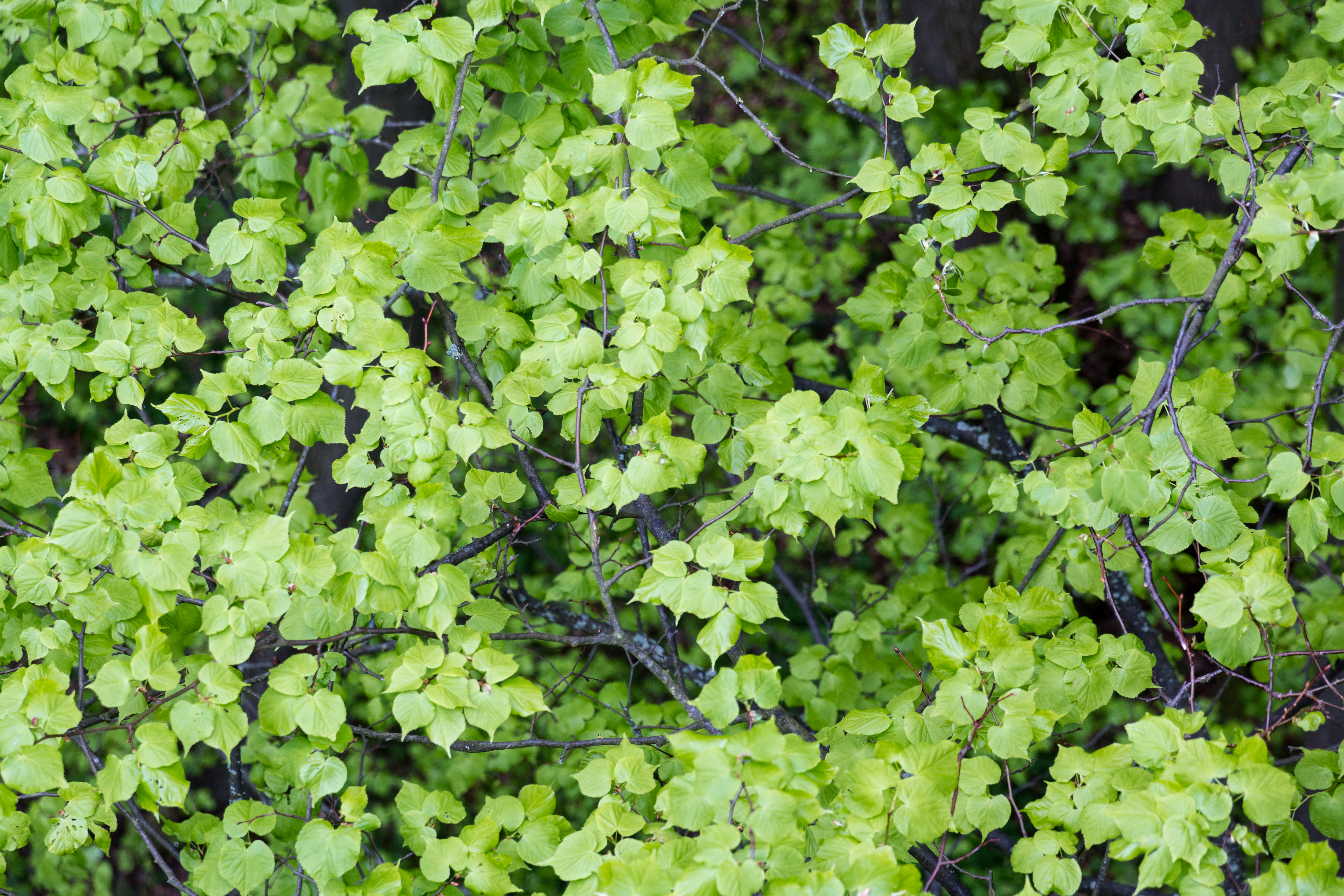
Liście lipy drobnolistnej

Lipa (Tilia) – rodzaj drzew należący do podrodziny lipowych z rodziny ślazowatych. Obejmuje 31 gatunków. Rośliny te występują w umiarkowanej strefie półkuli północnej. W Ameryce Północnej (wschodnie Stany Zjednoczone i Meksyk) rośnie jeden gatunek (lipa amerykańska T. americana); w Europie i zachodniej Azji – trzy (lipa drobnolistna T. cordata, szerokolistna T. platyphyllos i srebrzysta T. tomentosa), z czego dwa pierwsze rosną w stanie dzikim w Polsce; pozostałe gatunki rosną w Azji Wschodniej, gdzie jest centrum zróżnicowania rodzaju (15 gatunków jest endemitami Chin).
Liczne gatunki lip uprawiane są poza swym rodzimym zasięgiem. W Polsce uprawianych jest ok. 20 gatunków.
Lipy mają duże znaczenie kulturowe i użytkowe – dostarczają cenionego drewna, sadzone są jako ozdobne, użytkowane są jako rośliny miododajne i lecznicze.

## Morfologia
PokrójDrzewa osiągające znaczne rozmiary, niektóre do ok. 37 m wysokości, choć niektóre gatunki są mniejsze – maksymalnie do 15 m wysokości. Korony często regularne. Kora włóknista – z biegnącymi wzdłuż spękaniami i sieciowato rozgałęzionymi listewkami. Pnie osiągają średnicę ponad 2 m. Różne organy w różnym stopniu pokryte są włoskami pojedynczymi i gwiazdkowatymi.
PąkiZ dwoma lub trzema łuskami mogą być bardzo różnej wielkości, podłużnie owalne, na wierzchołku tępe, często czerwonawo nabiegłe.
LiścieUlistnienie zwykle gęste, liście opadające na zimę, pojedyncze, skrętoległe. Wsparte szybko odpadającymi przylistkami. Ogonki liściowe nie oskrzydlone. Blaszka okrągława do jajowatej, u nasady zwykle sercowata, czasem ucięta lub zaokrąglona, często lekko asymetryczna. Brzegi karbowano-piłkowane. Od spodu zwykle z włoskami w kątach wiązek przewodzących (domacjach).
KwiatyPromieniste, obupłciowe, zielonkawo-białe do żółtych, zebrane zwykle w baldachogrona lub dwuramienne wierzchotki. Do osi kwiatostanu (zwykle wiotkiej i zwisającej) przyrośnięta jest podłużna i wąska podsadka. Płatków korony i działek kielicha po 5. Na działkach znajdują się okryte włoskami miodniki. Słupek jest jeden. Zalążnia 5-komorowa, w każdej z komór z dwoma zalążkami. Szyjka słupka jest cienka i zakończona pięcioramiennym znamieniem. Pręciki są liczne, zgrupowane w 5 wiązek. U części gatunków występują płonne pręciki, tzw. prątniczki, jest ich 5 i są podobne do płatków (różnią się od nich tym, że są mniejsze).
OwoceOrzeszki zawierające 1–3 nasiona, otoczone twardą, zdrewniałą owocnią, rzadziej torebki o owocni skórzastej i pękającej.

## Biologia
Rośliny wieloletnie. Są to drzewa dość długowieczne – osiągać mogą do ok. 300–500 lat, czasem prawdopodobnie także ponad tysiąc lat. 
Liście rozwijają zwykle wcześnie. Kwiaty są zwykle pachnące i miododajne, rozwijające się latem. Kwiaty są przedprątne i owadopylne. Intensywny opad spadzi z koron drzew powoduje silne namnażanie się bakterii nitryfikacyjnych w glebie i zasilanie ich w związki azotu, co poprawia warunki rozwoju tych drzew.
Lipa jest jedynym obecnie rozpoznanym rodzajem w rodzinie ślazowatych wchodzącym w symbiozę ektomykoryzową.

## Systematyka
Pozycja systematyczna
Rodzaj w systemach APG klasyfikowany jest do podrodziny Tilioideae, rodziny ślazowatych Malvaceae i rzędu ślazowców. W niektórych ujęciach systematycznych (np. w systemie Reveala 1993–1999) podrodzina ta podnoszona jest do rangi odrębnej rodziny.
Badania molekularne wskazują na bliskie pokrewieństwo lip z rodzajami Craigia i Mortoniodendron, tworzących razem grupę na tyle odległą od reszty lipowych, że uzasadniają wyodrębnienie ich w osobną podrodzinę lub nawet rodzinę. Współcześnie te trzy rodzaje tworzą podrodzinę Tilioideae, dawniej i w niektórych ujęciach (np. system Takhtajana z 2009) szerzej ujmowaną.
Wykaz gatunków
Według Plants of the World w obrębie tego rodzaju rozróżniono 31 gatunków.

- Tilia americana L. – lipa amerykańska
- Tilia amurensis Rupr. – lipa wonna
- Tilia callidonta Hung T.Chang
- Tilia chinensis Maxim.
- Tilia chingiana Hu & W.C.Cheng
- Tilia concinna Pigott
- Tilia cordata Mill. – lipa drobnolistna
- Tilia dasystyla Steven
- Tilia endochrysea Hand.-Mazz.
- Tilia henryana Szyszyl.
- Tilia hyrcana Tabari & Colagar
- Tilia japonica (Miq.) Simonk. – lipa japońska
- Tilia jiaodongensis S.B.Liang
- Tilia kiusiana Makino & Shiras.
- Tilia kueichouensis Hu
- Tilia likiangensis Hung T.Chang
- Tilia mandshurica Rupr. & Maxim.
- Tilia maximowicziana Shiras.
- Tilia membranacea Hung T.Chang
- Tilia mexicana Schltdl.
- Tilia miqueliana Maxim.
- Tilia mongolica Maxim. – lipa mongolska
- Tilia nasczokinii Stepanov
- Tilia nobilis Rehder & E.H.Wilson
- Tilia oliveri Szyszyl.
- Tilia paucicostata Maxim.
- Tilia platyphyllos Scop. – lipa szerokolistna
- Tilia sabetii H.Zare
- Tilia stellatopilosa Zare, Amini & Assadi
- Tilia tomentosa Moench – lipa srebrzysta
- Tilia tuan Szyszyl.

Mieszańce międzygatunkowe
- Tilia × cinerascens (Rehder & E.H.Wilson) Pigott
- Tilia × euchlora K.Koch – lipa krymska
- Tilia × europaea L. – lipa holenderska, mieszaniec lipy drobnolistnej (T. cordata) i szerokolistnej (T. platyphyllos), sztuczny oraz naturalny[18]
- Tilia × juranyiana Simonk.
- Tilia × noziricola Hisauti

## Zastosowanie

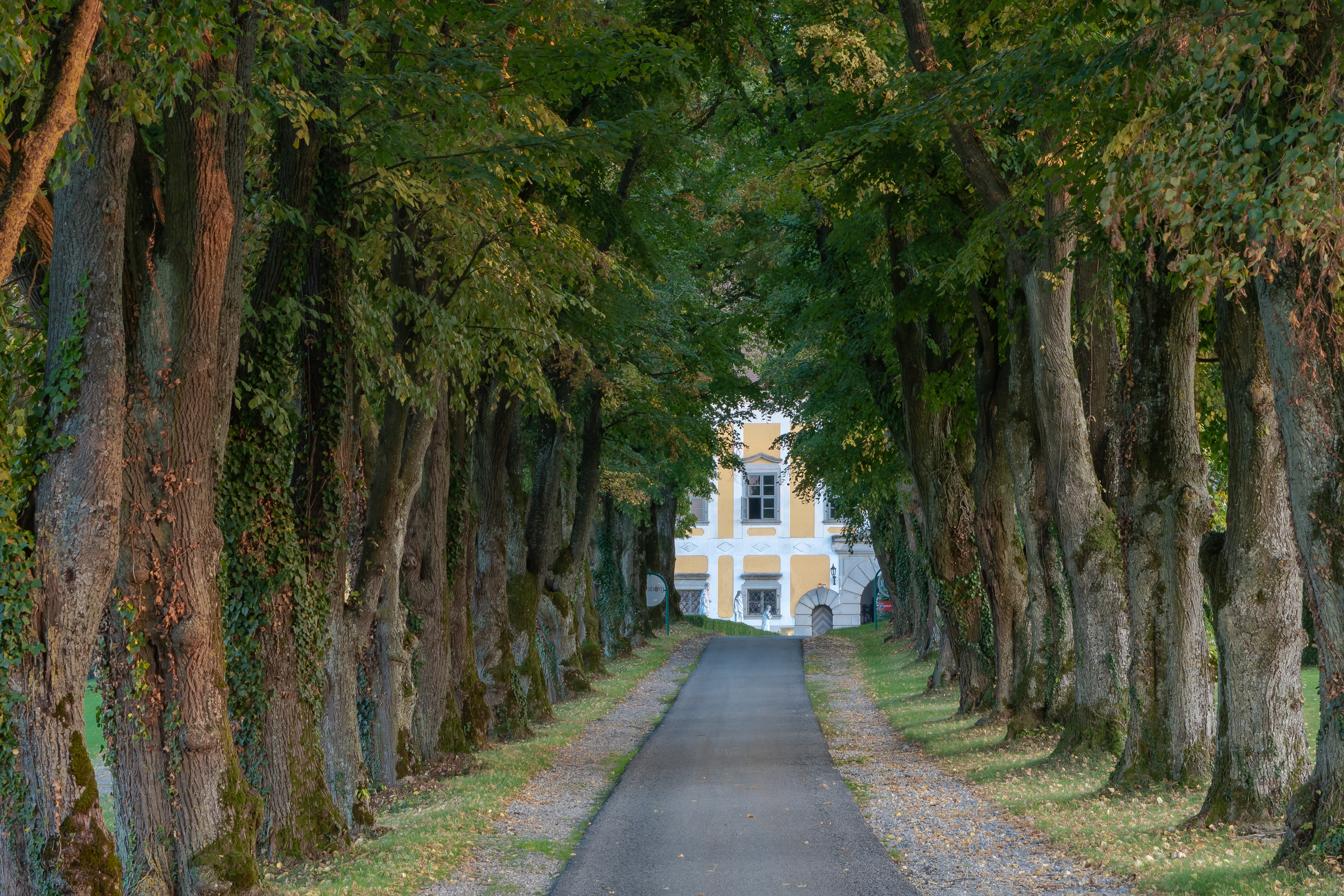
Lipy sadzone jako drzewa alejowe

- Rośliny ozdobne – często sadzone w parkach jako drzewa alejowe, przy kościołach, placach, na terenach sportowych[8]. Zastosowanie lip ogranicza problematyczność intensywnego opadu spadzi pod nimi (ok. 1 kg cukrów na 1 m²[10]), na której rozwijają się zwykle grzyby sadzakowe powodujące czernienie powierzchni oblepionych wcześniej spadzią[5][7], poza tym drzewa te są wrażliwe na zasolenie – powszechne przy drogach[8].
- Drewno bardzo jasne[9], czerwonawe[19], o delikatnym rysunku[9] jest bardzo cenione, miękkie, łatwe w obróbce, stosowane w rzeźbiarstwie (m.in. Ołtarz Wita Stwosza w Krakowie i rzeźby Grinlinga Gibbonsa[10]), snycerstwie, do wyrobu instrumentów muzycznych[8][10], dawniej też talerzy i sztućców[10]. Wyrabia się z niego także chodaki[7].
- Pasma łyka wykorzystywano w plecionkarstwie do wyrobu mat, koszyków i obuwia[8]. Z włókien w nich zawartych splatano także sznury i liny[5].
- Cenne rośliny miododajne, aczkolwiek nektar niektórych gatunków ze względu na wysokie stężenie mannozy uważany bywa za toksyczny dla pszczół w nadmiarze[10].
- Drewno lipy było uznawane przez Indian Ameryki Północnej za najlepsze drewno do ługowania (procesu moczenia niektórych roślin w roztworze popiołu drzewa liściastego w celu wytrącenia szkodliwych substancji).
- Napar z kwiatów lipy spożywany jest jako popularna herbatka ziołowa[9]. Tłuczone owoce i kwiaty lipy mongolskiej stanowić mają substytut czekolady[10]. Olej z nasion lipy drobnolistnej jest cenionym olejem spożywczym[19].
- Rośliny lecznicze:
  - Surowiec zielarski: Kwiatostan wraz z podsadką (lipa drobnolistna i lipa szerokolistna)[20], do leczenia dawniej używano nie tylko kwiatów, lecz również drewna i węgla drzewnego[21]. Kwiatostan obfituje w śluzy i flawonoidy (ok. 1%), fenolokwasy, zawiera w niewielkich ilościach olejek eteryczny[21].
  - Do leczenia kaszlu wykorzystywany jest olej pozyskiwany z bielma nasion[10]. W lecznictwie wykorzystywany jest także nektar, pyłek i spadź lipowe[7].
  - Działanie: Napar z kwiatostanów lipy działa napotnie i poprawia oddychanie przez skórę. Stosowany jest w chorobach układu oddechowego, przy bezsenności, nadciśnieniu i migrenach[20]. Olejek eteryczny z kwiatów oraz flawonoid tilirozyd ma działanie uspokajające[20]. Łagodzi także kaszel i stosowany jest do płukania jamy ustnej[10].

## Lipa w kulturze

Rodło z liściem lipowym – odznaka młodzieży polskiej w Niemczech

- Lipa uznawana jest za narodową roślinę Czechów (pojawia się na fladze prezydenckiej), Słowaków, Słoweńców (nieoficjalna waluta Słowenii z lat 1989–1990), Serbów Łużyckich (m.in. w logo organizacji Domowina). W Chorwacji zdawkowa jednostka monetarna nosi nazwę lipa.
- Liść lipowy był także w okresie międzywojennym symbolem polskiej mniejszości w Niemczech używanym przez Związek Polaków w Niemczech. W latach 1924–1939 był elementem znaku młodzieży polskiej w Niemczech.
- Lipa była opisywana przez wielu poetów i pisarzy. Najbardziej znana jest fraszka Na lipę autorstwa Jana Kochanowskiego. Juliusz Słowacki w swej „Podróży na Wschód”, myśląc z tęsknotą o Polsce, wyznaje: „Lubiłem lipę, co nad sławnym Janem”. Maria Konopnicka, znakomita znawczyni chłopskich obyczajów pisała: „Kołysz mi się, kołysz, kołysko lipowa! Niechaj cię, Jasieńku, Pan Jezus zachowa!”.
- Ślady uwielbienia lipy przetrwały do dziś w nazwach niektórych miejscowości – Święta Lipa, Świętolipie, Święte Lipy... a wieś Święta Lipka (na granicy Warmii i Mazur, nad jeziorem Dejnowo) jeszcze długo po przyjęciu chrześcijaństwa słynęła jako przybytek pogańskich bogów. Dawni Słowianie wierzyli[22], że lipa ochrania przed piorunami, a dotknięcie jej pnia uzdrawia. W mitologii rzymskiej drzewo to poświęcone było bogini Wenus.
- Nazwa miesiąca lipca pochodzi od kwitnących wówczas lip.
- W gminie Lipnica Murowana tradycyjnymi wyrobami są miód lipowy oraz herbata z kwiatów lipy "Lipnicka lipina"[23] (która została wpisana w 2014 r. na Listę Produktów Tradycyjnych Ministerstwa Rolnictwa i Rozwoju Wsi).